# ADRIANE
ADRIANE ist eine freie für Blinde konzipierte Desktop-Oberfläche für GNU/Linux-Betriebssysteme, die auch ohne graphische Ausgabe auskommt. Als Benutzerschnittstellen werden Sprachausgabe und Braillezeilen mittels des Screenreaders SBL, ursprünglich aus dem SUSE-Projekt, mit Sprachsynthese durch eSpeak und Speech Dispatcher (speechd) genutzt. Graphische Programme können genutzt werden, indem mit dem Screenreader Orca Textinhalte aus Fenstern und graphischen Bedienelementen vorgelesen werden.
Sie wurde von Klaus Knopper und seiner blinden Frau Adriane entwickelt. Neben der Reverenz an Adriane Knopper ist der Name auch ein Backronym für Audio Desktop Reference Implementation And Networking Environment. Die Software wurde mit der auf der CeBIT 2008 erstmals vorgestellten Version 5.3 von Klaus Knoppers Distribution Knoppix eingeführt. Sie wird als freie Software auch im Quelltext unter Version 2 der GNU General Public License (GPL) verbreitet.